# カナーン・バナナ
カナーン・ソディンド・バナナ（Canaan Sodindo Banana, 1936年3月5日 - 2003年11月10日）は、ジンバブエ共和国の政治家、メソジスト派の牧師。1980年4月18日から1987年12月31日まで、ジンバブエの初代大統領を務めた。任期中は主に儀式的な行為を行い、後任の大統領となるロバート・ムガベが首相として実務を行っていた。
ジンバブエ・アフリカ民族同盟（ZANU）とジンバブエ・アフリカ人民同盟（ZAPU）というジンバブエの2つの政党をまとめたほか、アフリカ連合の前身であるアフリカ統一機構の外交官を務めた。また、ジンバブエ大学宗教学部の学部長に就任するといった功績がある。しかし、晩年は同性愛の罪で逮捕され、バナナは否定したものの投獄されている。

## 略歴

### 大統領就任まで
バナナは1936年に南ローデシアで、ンデベレ族文化の母とローデシアに移住してきたマラウイ人の父との間に生まれた。地元の学校で宣教師に教育を受け、後に教師養成研究所で学んでいる。1961年、妻ジャネットと結婚し、4人の子供をもうける。その後、ハラーレのエプワース神学学校の学位を得て、1962年にメソジスト派の牧師となる。政治に関わり始めると、イアン・スミス首相の慣習を糾弾し、黒人解放運動の暴動に参加するようになった。その後、統一アフリカ国民会議（UANC）の副議長に就任する。

### 大統領として
1960年代、党のメンバーの多くが逮捕されていく中、バナナは家族と共に先ずはボツワナ、それから日本に逃れ関西大学で学んでいる。アメリカに亡命し1975年まで帰国することができなかった。バナナは帰国した際に逮捕されたものの1年後に釈放され、自宅軟禁状態に置かれた。一方で、アベル・ムゾレワによる活動への参加は認められていた。しかし、バナナはそれらをやめて、スミス政権打倒を掲げたロバート・ムガベらのジンバブエ・アフリカ民族同盟（ZANU）に加わった。ローデシアに戻った1976年、バナナはZANUの活動を助けたとして再び逮捕される。1979年、最後のイギリス人統治者となった南ローデシア総督のクリストファー・ソームズ卿によって釈放された。
1980年、独立後の新しい憲法の下で、バナナはジンバブエの初代大統領に選ばれた。これはジンバブエ初の黒人のリーダーでもあった。また、1982年にはバナナの名前についてのジョークを禁じる法が定められた。1987年、バナナの儀式的な大統領職は、行政権を付与した上でムガベに引き継がれた。バナナは大統領を退いた後、アフリカ統一機構の外交官を務めたほか、ジンバブエ大学宗教学部の学部長となった。また、独立活動家の2つの政党、ジンバブエ・アフリカ民族同盟（ZANU）とジンバブエ・アフリカ人民同盟（ZAPU）を合体させ、ジンバブエ・アフリカ民族同盟愛国戦線（ZANU-PF）を誕生させるのに大きな役割を果たし、ZANU-PFは1988年に誕生した。

### 逮捕と収監
1997年、バナナは同性愛の罪によって逮捕された。発端は、バナナの元ボディガードによる殺人事件の裁判での告発であった。翌1998年バナナは同性愛、同性愛未遂、強制わいせつなど11の罪で有罪評決を受けた。バナナはこれらの罪状を全て否定し、これらは「病的虚言の墓場」が自分の政治的経歴を傷つけようとして行ったものだと語っている。ムガベが自分を亡き者にしようとしていると考えたバナナは、保釈中に南アフリカに逃れた。ネルソン・マンデラと会談した後の同年12月にジンバブエに戻った。1999年1月18日、バナナは懲役10年・執行猶予9年の判決を受け、同時に聖職も剥奪された。2001年1月に釈放されるまで2年間刑に服し、ロンドンの高等弁務官によると、2003年に当地でがんのため死去した。しかし、ガーディアン紙によれば、がんの治療のために訪れていた南アフリカで死去したと伝えている。バナナはジンバブエに葬られたが、前の国家元首としての扱いはなされなかった。バナナの妻は2000年10月にイギリスに亡命を求めていた。